# 鲁埃斯加
鲁埃斯加，是西班牙坎塔布里亚的一个市镇。总面积88平方公里，总人口1185人（2001年），人口密度13人/平方公里。